# Michael Landes
Michael Christopher Landes (* 18. září 1972) je americký herec, známý především svojí rolí Jimmyho Olsena v seriálu Superman. Landes je od 21. října 2000 ženatý s herečkou Wendy Benson-Landes, se kterou má jedno dítě. Michaela jsme mohli poprvé vidět v televizním seriálu Báječná léta (1988), na kterém se podílelo 16 režisérů. Ze známějších snímků jsme měli šanci jej vidět v dalším televizním seriálu Superman (1993), hororu Nezvratný osud (2003), ve filmu Slečna Marplová: Vlak z Paddingtonu (2004) a jeho zatím posledním snímkem je romantická komedie Lucky 13 (2005).